# Evert Granholm
Evert Anton Sigvard Granholm, född 18 juli 1906 i Ed i Stockholms län, död 1 september 1996 i Solna församling, var en svensk skådespelare, sångare och produktionsledare.
Granholm anställdes i mitten på 1920-talet av Ernst Rolf som sminkör och påklädare; samtidigt drev han under dagtid en egen frisersalong i Stockholm. Han sadlade om 1928 och arbetade som professionell skådespelare vid olika olika revy- och teaterscener i Stockholm, Göteborg och Malmö. Hans debutroll som skådespelare var i en teateruppsättning av Värmlänningarna.
Hans sista filmroller var i ett antal porrfilmer.
1934 debuterade han som sångare i radio och på grammofonskiva. hans största framgång som skivartist var "Lili Marlene". Efter att han blivit känd via radion framträdde han som soloartist i folkparkerna. Han kom senare att anställas vid Svensk Talfilm som produktionsledare. Totalt sjöng han under eget namn och under pseudonymen Sigge Ewert in drygt etthundra skivsidor.[källa behövs]
Evert Granholm är begraven på Täby norra begravningsplats.

## Filmografi
Inspicient
- 1972 – Firmafesten
- 1973 – Bröllopet
- 1974 – Porr i skandalskolan

Inspelningsledare
- 1952 – Flottare med färg
- 1952 – Åsa-Nisse på nya äventyr
- 1964 – Tre dar på luffen
- 1965 – Morianerna
- 1965 – Här kommer bärsärkarna
- 1966 – Trettio pinnar muck
- 1968 – Freddy klarar biffen
- 1968 – Bamse
- 1969 – Ur kärlekens språk
- 1970 – Skräcken har 1000 ögon
- 1970 – Kyrkoherden
- 1971 – Lockfågeln
- 1973 – Smutsiga fingrar

Produktionsassistent
- 1969 – Eva - den utstötta

Produktionsledare
- 1953 – Fartfeber
- 1953 – Bror min och jag
- 1953 – Åsa-Nisse på semester
- 1954 – De röda hästarna
- 1954 – Åsa-Nisse på hal is
- 1955 – Flottans muntergökar
- 1955 – Bröderna Östermans bravader
- 1955 – Åsa-Nisse ordnar allt
- 1956 – Åsa-Nisse flyger i luften
- 1957 – Åsa-Nisse i full fart
- 1957 – Klarar Bananen Biffen?
- 1963 – Tre dar i buren
- 1964 – Blåjackor
- 1965 – Pang i bygget
- 1965 – Mälarvåg
- 1966 – Träfracken
- 1968 – Under ditt parasoll
- 1970 – Mera ur kärlekens språk
- 1971 – Kärlekens XYZ

Roller
- 1938 – Svensson ordnar allt!
- 1941 – Gatans serenad
- 1941 – Söderpojkar
- 1942 – Ta hand om Ulla
- 1944 – Fattiga riddare
- 1945 – Rattens musketörer
- 1946 – 100 dragspel och en flicka
- 1952 – Flottare med färg
- 1952 – Åsa-Nisse på nya äventyr
- 1953 – Åsa-Nisse på semester
- 1954 – Åsa-Nisse på hal is
- 1955 – Åsa-Nisse ordnar allt
- 1955 – Bröderna Östermans bravader
- 1955 – Flottans muntergökar
- 1956 – Karl för sin hatt
- 1956 – Åsa-Nisse flyger i luften
- 1957 – Åsa-Nisse i full fart
- 1957 – Klarar Bananen Biffen?
- 1958 – Linje sex
- 1960 – Åsa-Nisse som polis
- 1963 – Mordvapen till salu
- 1966 – Trettio pinnar muck
- 1968 – Under ditt parasoll
- 1969 – Eva - den utstötta
- 1970 – Skräcken har 1000 ögon
- 1970 – Kyrkoherden
- 1972 – Kärlek - så gör vi. Brev till Inge och Sten
- 1972 – Firmafesten
- 1973 – Stenansiktet
- 1973 – Smutsiga fingrar
- 1973 – Bröllopet
- 1973 – Anita - ur en tonårsflickas dagbok
- 1974 – Porr i skandalskolan
- 1974 – En handfull kärlek
- 1975 – Eddie och Suzanne
- 1975 – Garaget
- 1975 – Ungkarlshotellet
- 1976 – Bel Ami
- 1976 – Drömmen om Amerika
- 1977 – Kärleksvirveln
- 1978 – Anna och gänget (TV-serie)

## Teater

### Roller (ej komplett)
| År   | Roll    | Produktion                                                                                  | Regi          | Teater        |
| ---- | ------- | ------------------------------------------------------------------------------------------- | ------------- | ------------- |
| 1935 | James   | Sådant händer i de bästa familjer (In the Best of Families) Anita Hart och Maurice Braddell | Hugo Bolander | Lilla Teatern |
| 1936 | O'Brien | Ungkarlsbruden (The Bride) Stuart Oliver och George M. Middleton                            | Hugo Bolander | Lilla Teatern |